# ТЕС Шаріаті
36°14′15″ пн. ш. 59°43′54″ сх. д. / 36.23750° пн. ш. 59.73167° сх. д.
ТЕС Шаріаті – іранська теплова електростанція на північному сході країни в провінції Хорасан-Резаві. 
В 1984 – 1986 роках на станції запустили шість встановлених на роботу у відкритому циклі газових турбін потужністю по 25 МВт. 
У 1994-му ввели в дію другу чергу із двох встановлених на роботу у відкритому циклі газових турбін потужністю по 123,4 МВт. А в 2003-му після них встановили котли-утилізатори, від яких живиться парова турбіна потужністю 98,3 МВт. Таким чином був створений блок комбінованого парогазового циклу.
Як паливо станція використовує природний газ, котрий надходить до Мешхеду по трубопроводу із Хангірана.
Видалення продуктів згоряння першої черги відбувається через шість димарів висотою по 10 метрів, а котли-утилізатори доповнені димарями висотою по 50 метрів.
Видача продукції відбувається по ЛЕП, розрахованій на роботу під напругою 132 кВ.